# Légion russo-allemande
Pour les articles homonymes, voir Légion étrangère (homonymie).

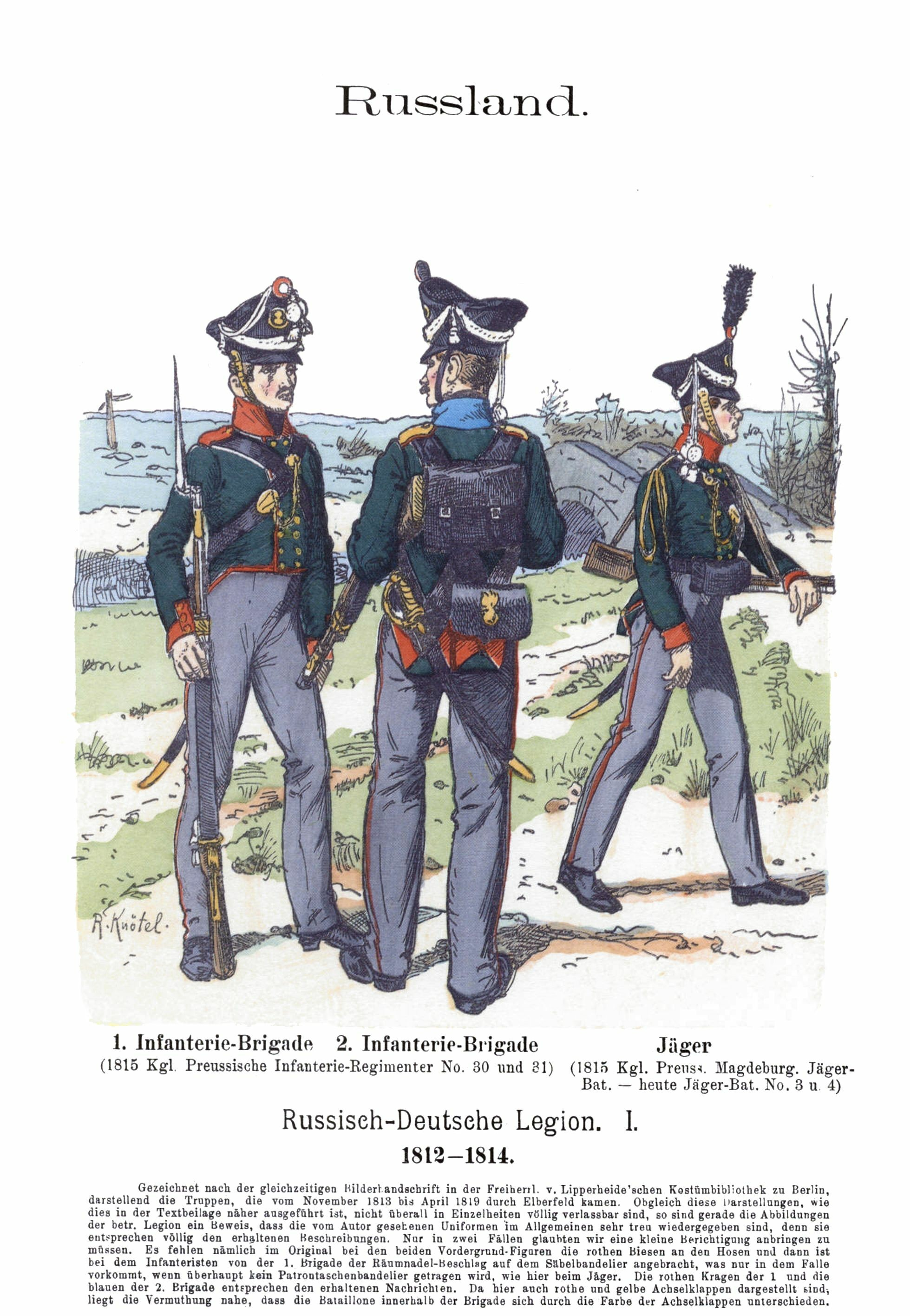
Soldats de la Légion russo-allemande, infanterie de ligne et chasseur à pied, gravure de Richard Knötel, 1890.

La Légion russo-allemande est une unité de volontaires allemands au service de l'Empire russe créée pendant les guerres napoléoniennes. Fondée en Russie par le prince exilé Pierre d'Oldenbourg, elle participe à la guerre de la Sixième Coalition de 1812 à 1814. Elle est rebaptisée Légion allemande, sous la tutelle de la Prusse, le 2 juin 1814, et dissoute le 18 avril 1815.

## Formation en Russie

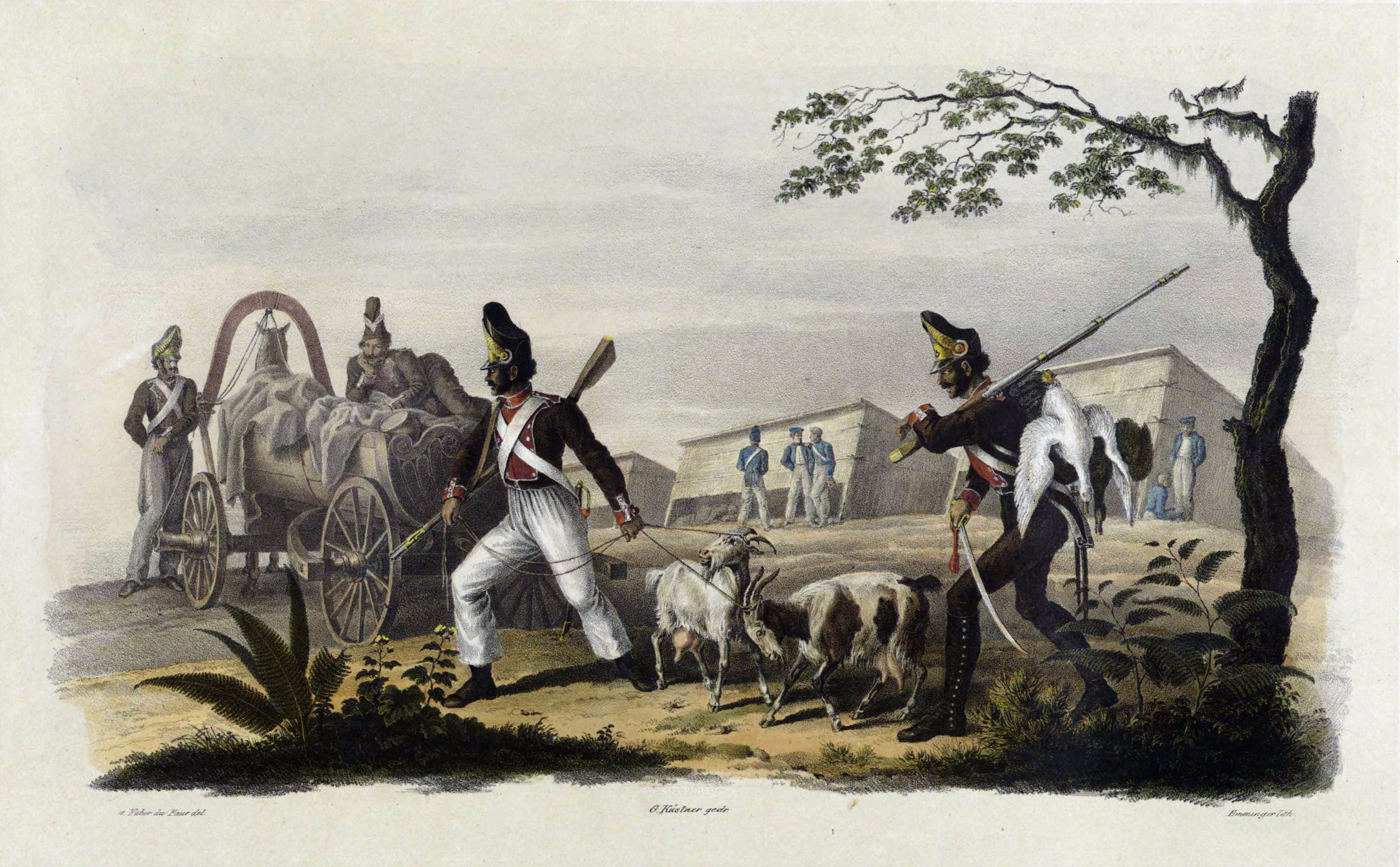
Maraudeurs de la Grande Armée, plus précisément la Légion portugaise, à Liozna en 1812, gravure de Christian Wilhelm von Faber du Faur, v. 1831-1834) (2).

Après la conquête de l'Allemagne par Napoléon, des exilés allemands anti-napoléoniens, en assez petit nombre, se réfugient en Russie sous la protection du tsar Alexandre Ier. Lorsque Napoléon déclare la guerre à la Russie et traverse le Niémen lors de la campagne de Russie, ils décident de créer un « comité des affaires allemandes », comprenant le diplomate Heinrich Friedrich Karl vom Stein et le colonel prussien Gneisenau. Ils se réunissent pour la première fois le 28 juin 1812 sous la présidence de Pierre d'Oldenbourg, régent du duché d'Oldenbourg, dépossédé en 1810 par l'annexion de ses états à la France. Ils entretiennent une correspondance et diffusent de la propagande pour provoquer des défections dans les États germaniques et les contingents allemands de la Grande Armée. Justus von Gruner, ancien chef de la  police prussienne réfugié à Prague, coordonne la propagande en Allemagne et organise une filière de recrutement d'officiers à destination de la Russie mais il est arrêté en août 1812 à l'initiative de Metternich qui ne souhaite pas rompre avec Napoléon. En outre, Pierre d'Oldenbourg, surtout attaché à reprendre possession de ses états, est méfiant envers les projets d'unité allemande soutenus par les autres exilés.
La Grande Armée compte, au début de la campagne, 160 000 Allemands venus de la confédération du Rhin ou des départements français d'Allemagne. Ils subissent de lourdes pertes et le major Chazot, ancien commandant de la garnison de Berlin, est chargé de chercher des volontaires parmi les déserteurs et les prisonniers de guerre et de lever un corps allemand sur le modèle de la King's German Legion, au service des Britanniques, qui servait dans la guerre d'Espagne depuis 1809. L'écrivain Ernst Moritz Arndt rédige à l'intention de ces volontaires un Catéchisme abrégé pour les soldats allemand où il les invite à libérer leur patrie et rompre le serment qui les lie à un prince assujetti à l'oppresseur français. Arndt reconnaît lui-même que le succès de cette propagande est limité. « Il vint moins de déserteurs qu'on ne l'avait espéré (...) Il en vint peu. La plupart des soldats de cette légion furent des prisonniers de guerre. » En tout, la Légion compte 8 800 hommes au début de 1813, soit 5,5% des Allemands entrés en Russie sous le commandement français, et 50 officiers.
Les Russes ne savent pas encore comment employer la Légion et elle reste inutilement à Moscou pendant 3 mois malgré l'impatience de ses hommes. En janvier 1813, les Britanniques envoient le major Hudson Lowe (le futur gardien de Napoléon à Sainte-Hélène) pour inspecter la Légion.

## Campagnes d'Allemagne et de Belgique et dissolution

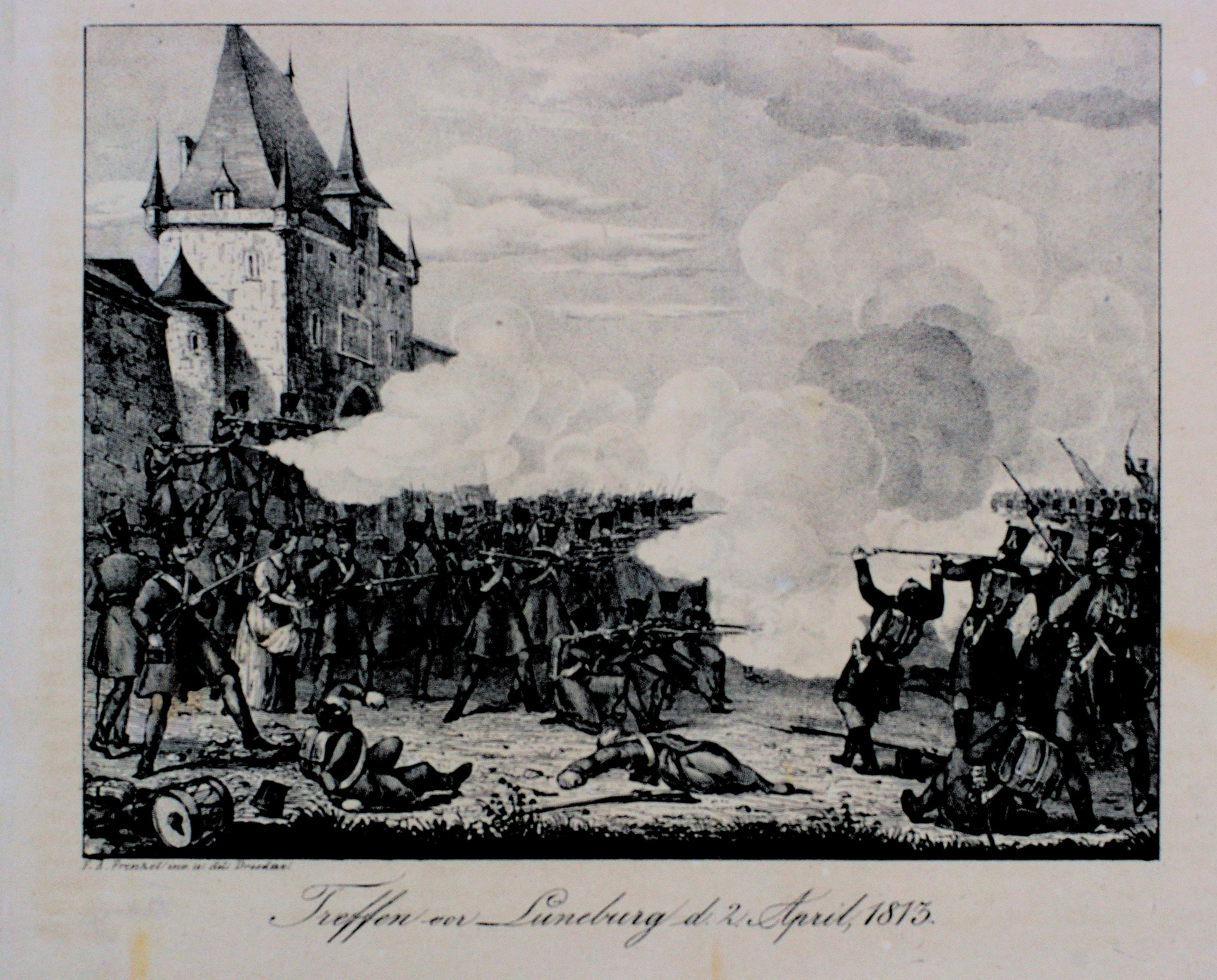
Bataille de Lunebourg, 2 avril 1813.

La Légion est engagée dans la campagne d'Allemagne de 1813 aux côtés des autres armées de la Sixième Coalition.
Le 2 avril, après la bataille de Lunebourg, victoire russo-prussienne sur les Français. 400 prisonniers saxons demandent à s'engager dans la Légion alors que leur roi Frédéric-Auguste est toujours allié de Napoléon.
Le 6 juillet, par la convention de Peterswaldau, la Légion est mise à la disposition des Britanniques qui se chargent de son entretien. Ludwig von Wallmoden, général autrichien passé au service de la Russie, en prend le commandement. Les armes fournies par les Britanniques sont de seconde main et la Légion est si mal équipée que lors d'une revue passée par Bernadotte, prince héritier de Suède, il faut lui cacher une partie des hommes. Des canons et obusiers sont livrés en septembre. La Légion participe à plusieurs opérations mineures en Schleswig et Holstein.

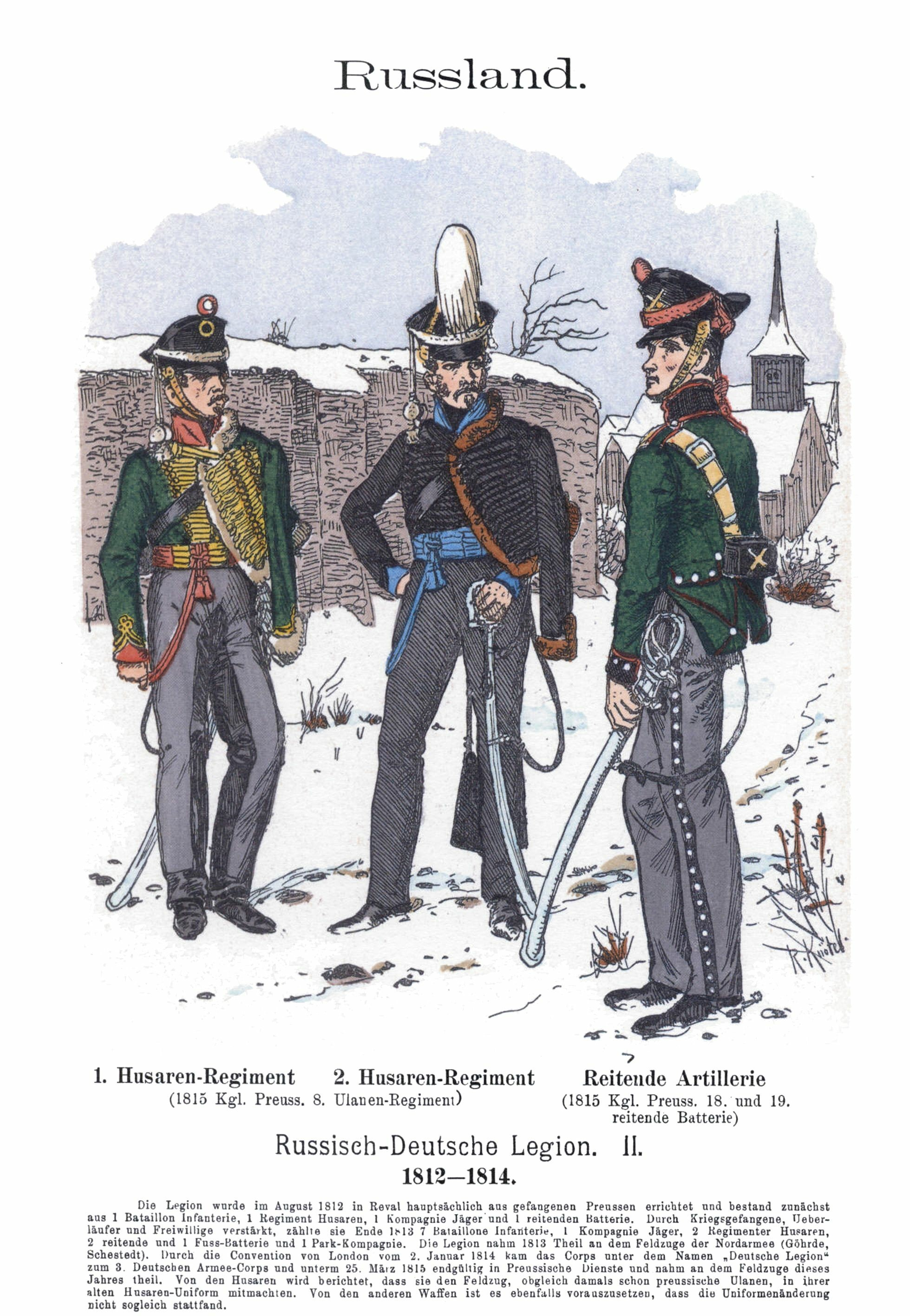
Soldats de la Légion russo-allemande, hussards et artillerie à cheval, gravure de Richard Knötel, 1890.

Son seul combat important est la bataille de la Göhrde, le 16 septembre : elle compte alors 6 000 hommes d'infanterie commandés par le général suédois Ahrenschild. Une division de l'armée du Nord, commandée par Wallmoden et comprenant notamment la King's German Legion britannique et le corps franc Lützow, arrête une division française envoyée par le maréchal Davout pour rétablir la liaison entre les places assiégées de  Hambourg et Magdebourg. Les Français, inférieurs en nombre, doivent se replier.
Vers la fin de 1813, un accord entre Lord Castlereagh, premier ministre britannique, et Ernst Friedrich Herbert zu Münster, ministre du royaume de Hanovre redevenu une possession personnelle du roi d'Angleterre, prévoit de rattacher la Légion russo-allemande, estimée à 6 000 hommes, à l'armée hanovrienne, son financement et son équipement étant assurés par Londres.
La Légion est employée au siège de Harbourg, faubourg de Hambourg au sud de l'Elbe, puis envoyée vers les Pays-Bas.
En mars 1814, elle compte deux brigades ; elle traverse le Rhin sous les ordres de Ludwig von Wallmoden et participe au siège d'Anvers.
Le 2 juin 1814, après la première abdication de Napoléon, elle est rebaptisée Légion allemande et placée sous la tutelle de la Prusse. Elle reçoit un cantonnement dans l'électorat de Hesse puis dans le grand-duché de Berg.
Après le retour de Napoléon de l'île d'Elbe, les soldats de la Légion sont répartis entre plusieurs unités de l'armée prussienne : les 30e comte Werder et 31e régiments d'infanterie, le 8e régiment d'uhlans, qui recevra plus tard le nom de son chef, Friedrich zu Dohna, et les 18e et 19e batteries d'artillerie à cheval. La Légion est officiellement dissoute le 18 avril 1815.
Les 30e et 31e régiments d'infanterie, le 8e régiment d'uhlans et les deux batteries d'artillerie à cheval participent ensemble à la bataille de Wavre (18-19 juin 1815) sous le commandement de Johann von Thielmann.

## Composition
- Commandant (depuis le 26 juin 1813) : lieutenant-général Ludwig von Wallmoden
- État-major : colonel Wilhelm von Arentschildt (de), major-général Wilhelm von Dörnberg, lieutenant-colonel Carl von Clausewitz, aide de camp du chef de corps Werner von Haxthausen.

- Infanterie : 8 bataillons d'infanterie de ligne et un bataillon de chasseurs à pied. En juin 1813, la Légion, compte théoriquement 9 379 hommes mais ne peut en aligner effectivement que 5 000 dont seulement 1 500, avant les livraisons anglaises, ont un fusil.
- Cavalerie : 
  - 1er régiment de hussards (lieutenant-colonel Alexander Wilhelm von der Goltz (de))
  - 2e régiment de hussards (lieutenant-colonel Friedrich zu Dohna)
- Artillerie : une brigade (lieutenant-colonel Monhaupt)
  - 2 batteries d'artillerie à cheval
  - 1 batterie d'artillerie à pied

## Personnalités

Personnalités de la Légion russo-allemande
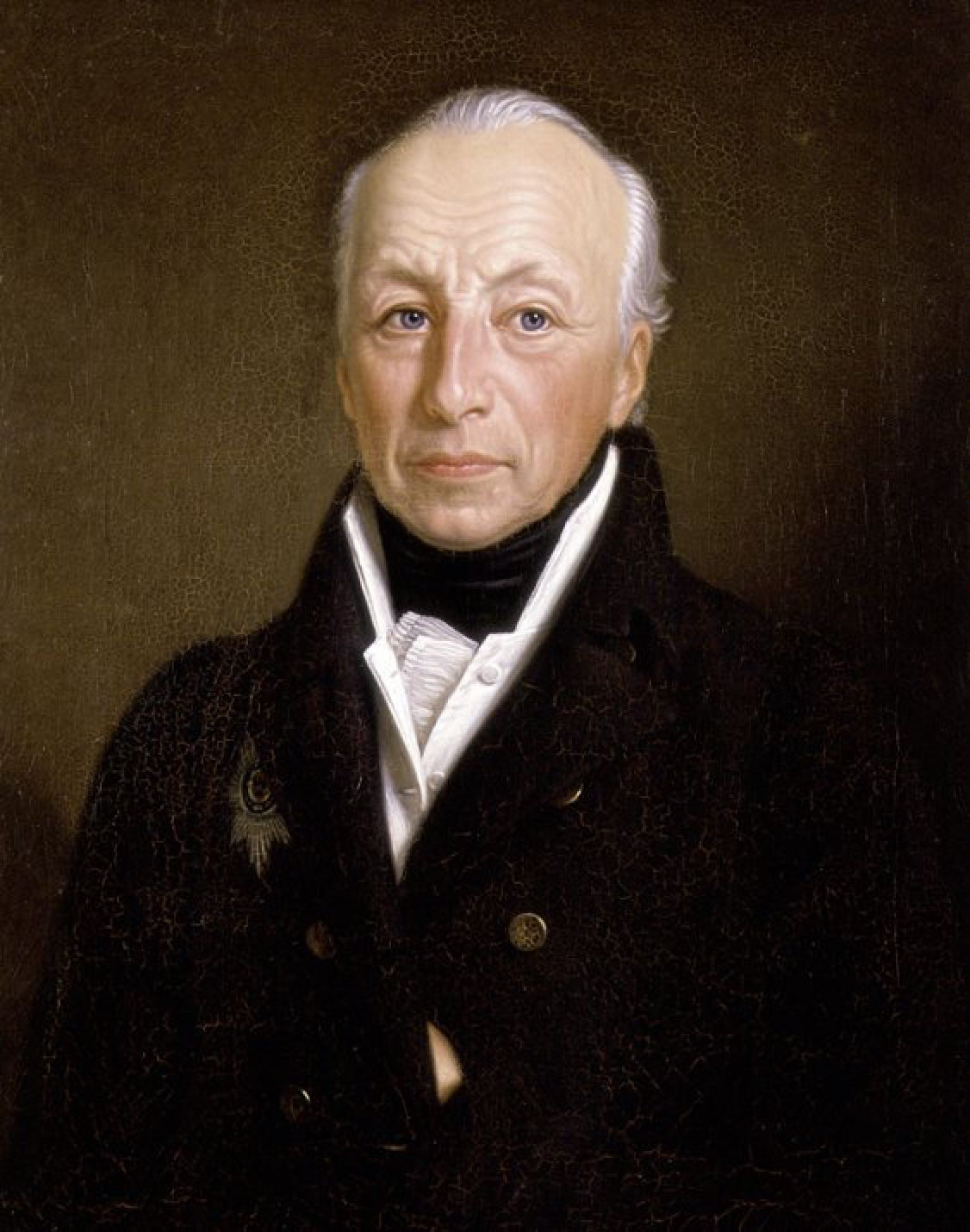
Pierre d'Oldenbourg.
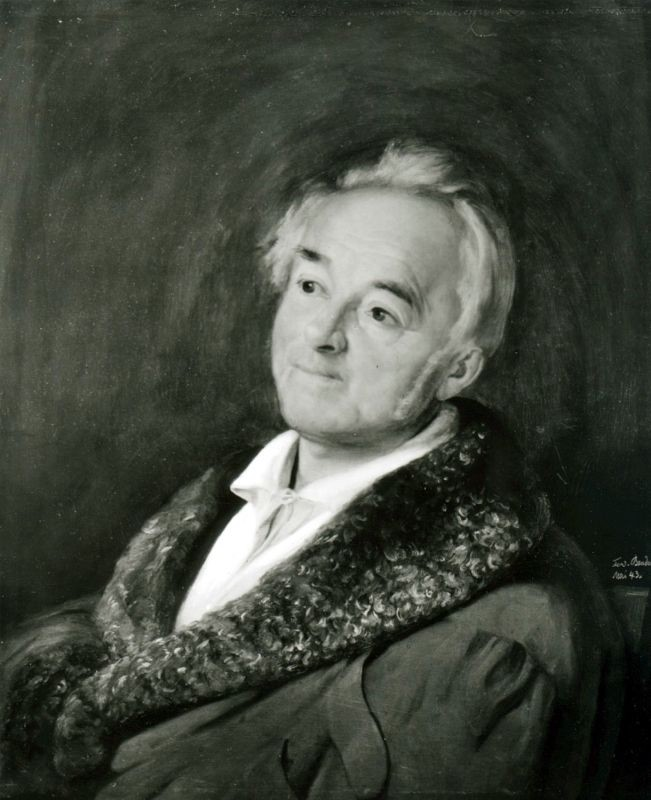
Ernst Moritz Arndt.
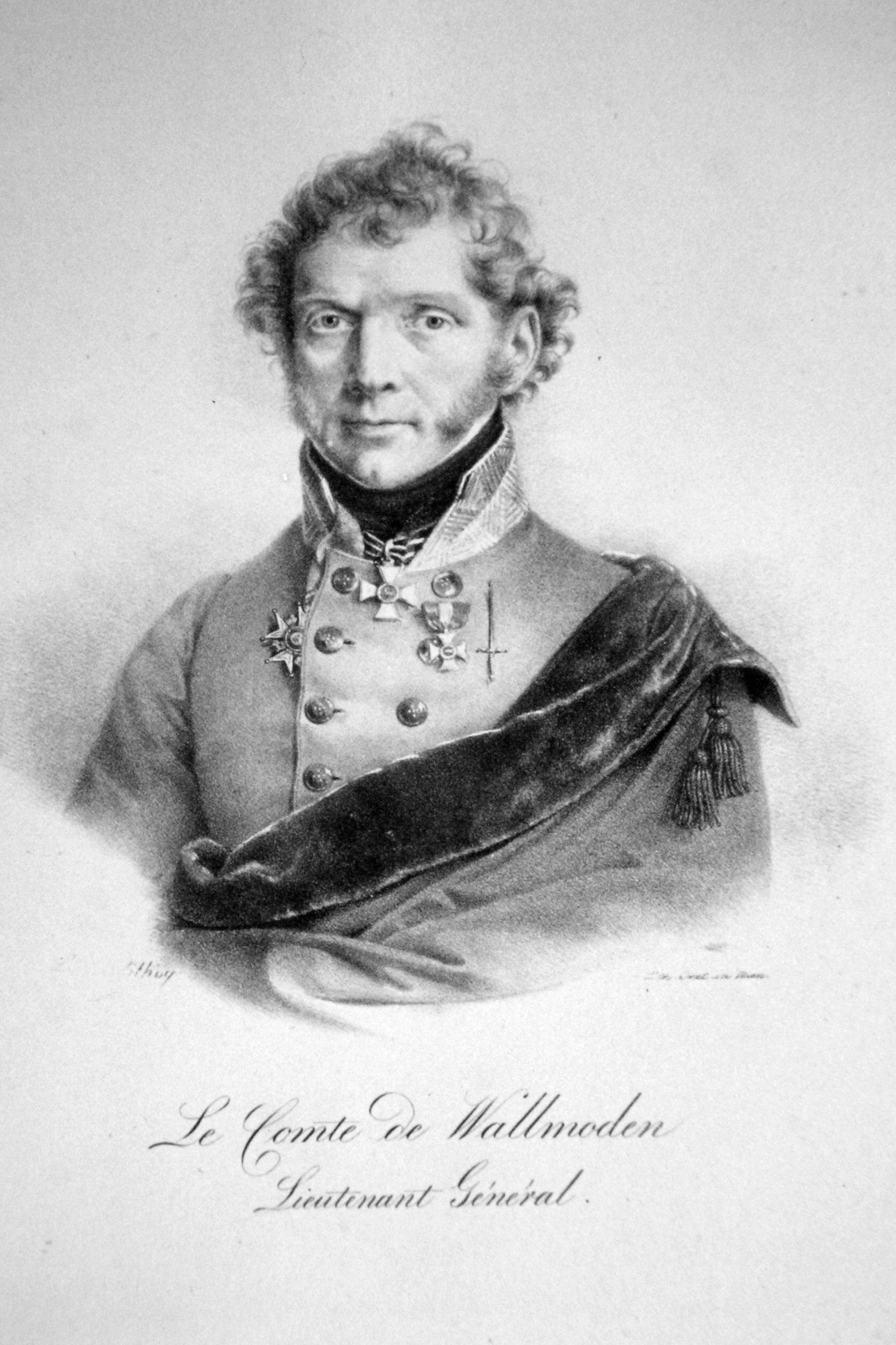
Ludwig von Wallmoden.
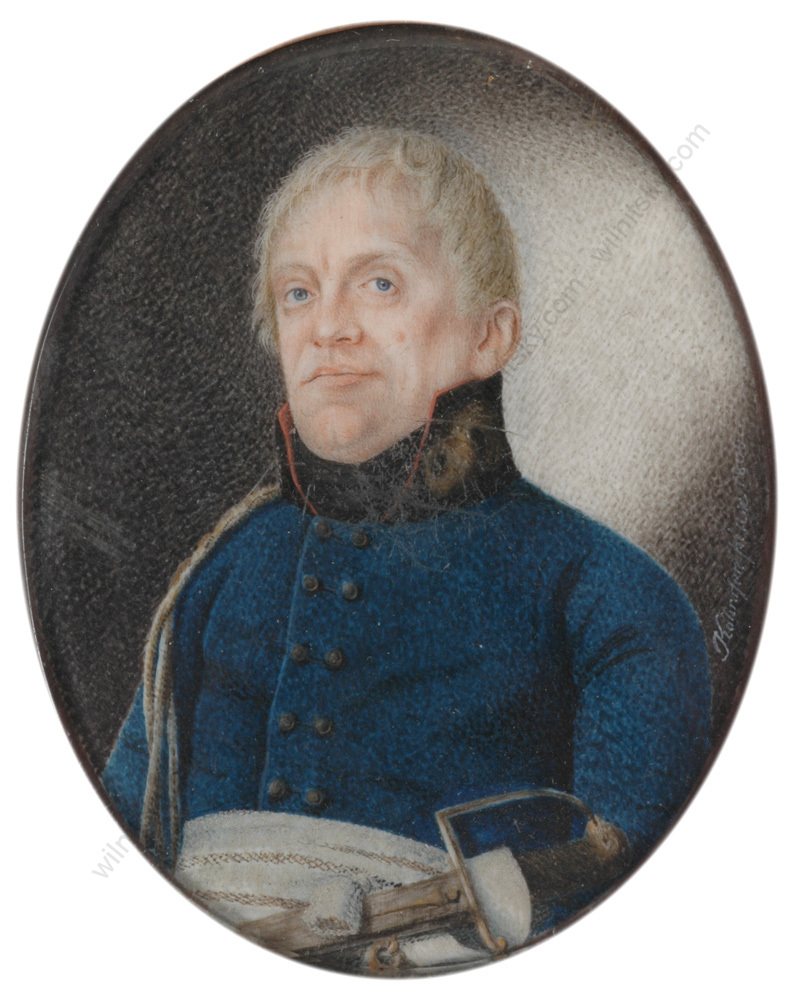
Wilhelm von Arentschildt (de).
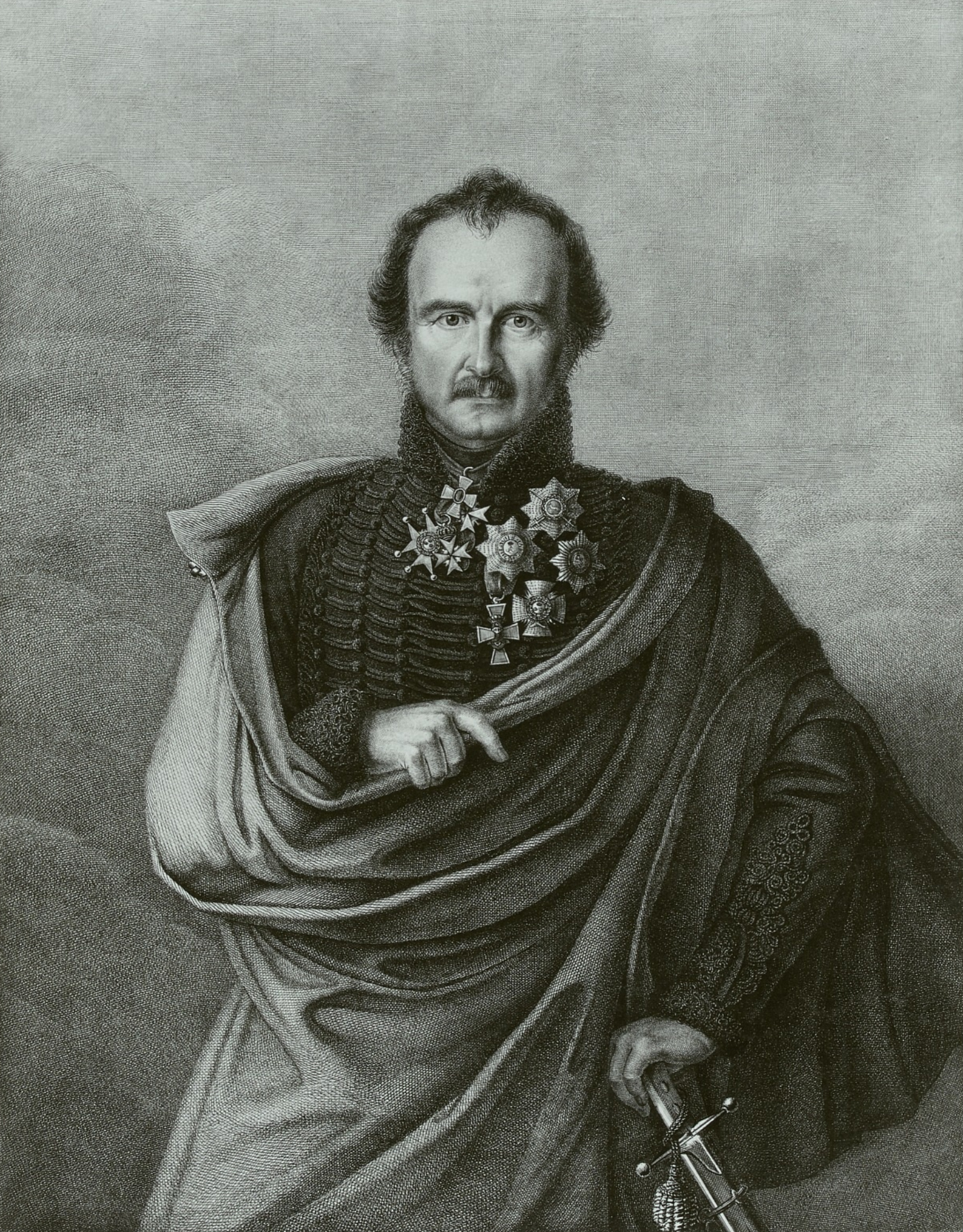
Wilhelm von Dörnberg.
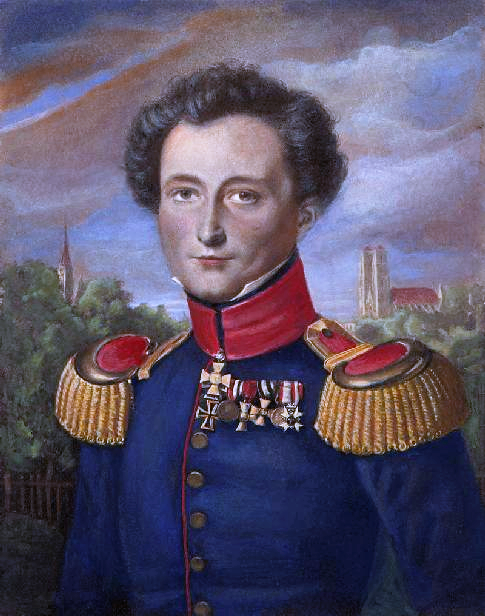
Carl von Clausewitz.
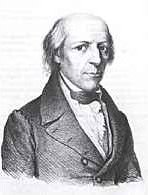
Werner von Haxthausen.
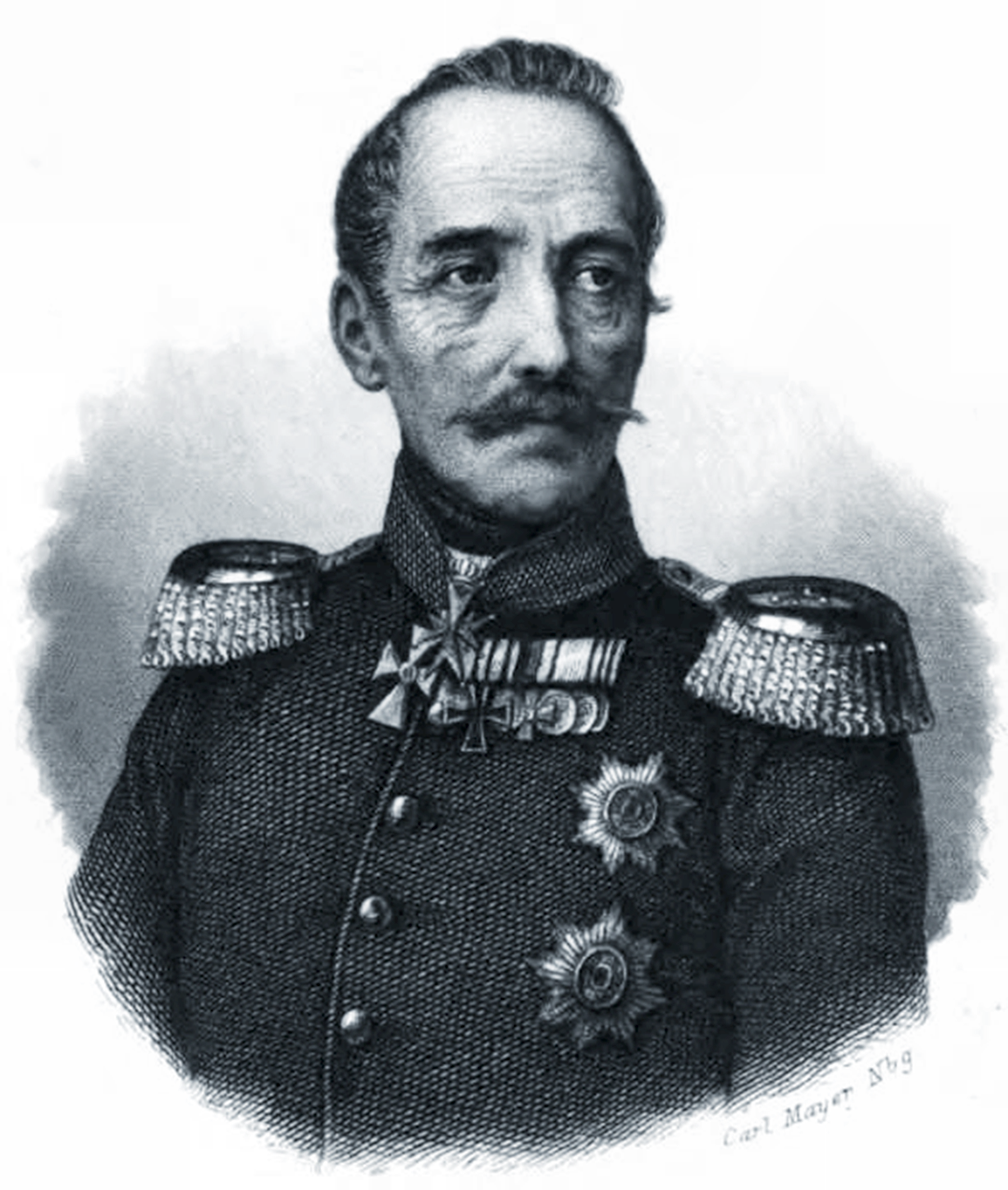
Friedrich zu Dohna.

## Source, notes et références

### Sources
- (de) Cet article est partiellement ou en totalité issu de l’article de Wikipédia en allemand intitulé « Russisch-Deutsche Legion » (voir la liste des auteurs) dans sa version du 13 février 2018.
- Jean Tulard (dir.), L'Europe de Napoléon, Horvath, 1989.
- Frédéric Guillaume de Vaudoncourt, Histoire de la guerre soutenue par les Français en Allemagne en 1813, t.1, Paris, 1819.
- Barthold von Quistorp: Die kaiserlich-Russisch-Deutsche Legion. Berlin 1860, Digitalisat